# Ligue A 2015/2016 (damer)
Ligue A 2015-2016 i volleyboll för damer utspelade sig mellan 18 oktober 2015 och 7 maj 2016. Det var den 75:e upplagan av turneringen (som utser de franska mästarna) och 12 klubblag deltog. AS Saint-Raphaël Var Volley-Ball vann tävlingen för första gången genom att besegra RC Cannes i finalen. De bröt därigenom RC Cannes långa segersvit, som började säsongen 1997/1998. VBC Chamalières och Istres Ouest Provence VB åkte ur serien. Hélène Schleck utsågs till mest värdefulla spelare, medan Nadija Kodola var främsta poängvinnare med 465 poäng.

## Regelverk

### Format
Serien bestod av gruppspel följt av cupspel bland de bäst placerade lagen för att utse den franska mästaren.
- I gruppspelet mötte alla lag varandra både hemma och borta.
- De åtta bäst kvalificerade gick vidare till slutspel.
- Alla möten i slutspelet spelade i bäst av tre matcher, förutom finalen som spelades i en direkt avgörande match..
- De två sist placerade lagen åker ur serie och får spela i Élite följande säsong.

### Rankningskriterier
Om slutresultatet blev 3-0 eller 3-1 tilldelades 3 poäng till det vinnande laget och 0 till det förlorande laget, om slutresultatet blev 3-2 tilldelades 2 poäng till det vinnande laget och 1 till det förlorande laget. 
Rankningsordningen i serien definierades utifrån:
- Poäng
- Antal vunna matcher
- Kvot vunna / förlorade set
- Kvot vunna / förlorade poäng.

## Deltagande lag
I serien deltog tolv lag. Nyuppflyttade från Élite var Vandœuvre Nancy Volley-Ball och VBC Chamalières. Hainaut Volley avstod från spel och Association Sportive Saint-Raphaël Volley-Ball tog deras plats.
| Klubb                                 | Ort                 | Hemmaarena                                     | Föregående säsong                              |
| ------------------------------------- | ------------------- | ---------------------------------------------- | ---------------------------------------------- |
| Béziers Volley                        | Béziers             | Halle Four à Chaux Béziers                     | 5:a i Ligue A Semifinaler i slutspelet         |
| RC Cannes                             | Cannes              | Palais des Victoires Cannes                    | 1:a i Ligue A Mästare di Frankrike             |
| VBC Chamalières                       | Chamalières         | Complexe Sportif Pierre Chatrousse Chamalières | 2:a i Élite (grupp A) 2ª play-off promozione   |
| Istres Ouest Provence VB              | Istres              | Halle Polyvalente Istres                       | 8:a i Ligue A Kvartsfinaler i slutspelet       |
| Entente Sportive Le Cannet-Rocheville | Le Cannet           | Gymnase Maillan Le Cannet                      | 2:a i Ligue A Final i slutspelet               |
| ASPTT Mulhouse                        | Mulhouse            | Palais des Sports Mulhouse                     | 6:a i Ligue A Kvartsfinaler i slutspelet       |
| VB Nantes                             | Nantes              | Salle Saint Joseph II Nantes                   | 4:a i Ligue A; Kvartsfinaler play-off scudetto |
| Saint-Cloud Paris Stade Français      | Paris               | Gymnase Geo André Paris                        | 3:a i Ligue A Semifinaler i slutspelet         |
| AS Saint-Raphaël Var Volley-Ball      | Saint-Raphaël       | Salle Pierre Clere Saint-Raphaël               | 12:a i Ligue A                                 |
| Terville FOC                          | Terville            | Gymnase Municipal de Florange Florange         | 9:a i Ligue A                                  |
| Vandœuvre Nancy VB                    | Vandœuvre-lès-Nancy | Parc des Sports Vandœuvre-lès-Nancy            | 1:a i Élite (grupp A) 1ª play-off promozione   |
| Pays d'Aix Venelles VB                | Venelles            | Halle des Sports Venelles                      | 7:a i Ligue A Kvartsfinaler i slutspelet       |

## Turneringen

### Grundserien

#### Resultat
| Första omgången |                            |     |                                  |
|                 |                            |     |                                  |
| 18-10           | Vandœuvre-Le Cannet        | 3-1 | 19-25, 25-17, 25-17, 25-21       |
| 20-10           | Istres-Cannes              | 1-3 | 25-23, 18-25, 21-25, 17-25       |
| 20-10           | Mulhouse-Nantes            | 3-0 | 25-21, 25-19, 25-18              |
| 20-10           | Stade Français-Chamalières | 3-0 | 25-17, 25-17, 25-16              |
| 21-10           | Saint-Raphaël-Venelles     | 2-3 | 21-25, 25-22, 25-23, 16-25, 4-15 |
| 21-10           | Béziers-Terville           | 3-1 | 25-21, 25-17, 17-25, 27-25       |

| Andra omgången |                           |     |                                   |
|                |                           |     |                                   |
| 23-10          | Vandœuvre-Istres          | 3-0 | 25-18, 25-20, 25-18               |
| 24-10          | Chamalières-Saint-Raphaël | 3-2 | 16-25, 25-19, 19-25, 25-20, 17-15 |
| 24-10          | Cannes-Béziers            | 3-2 | 25-20, 26-28, 25-19, 20-25, 15-11 |
| 24-10          | Terville-Stade Français   | 0-3 | 21-25, 23-25, 22-25               |
| 24-10          | Nantes-Le Cannet          | 3-1 | 25-22, 25-20, 22-25, 25-17        |
| 25-10          | Venelles-Mulhouse         | 0-3 | 14-25, 13-25, 22-25               |

| Tredje omgången |                       |     |                                  |
|                 |                       |     |                                  |
| 30-10           | Istres-Chamalières    | 2-3 | 25-21, 23-25, 25-12, 15-25, 7-15 |
| 31-10           | Saint-Raphaël-Cannes  | 3-2 | 21-25, 18-25, 25-22, 25-21, 15-8 |
| 31-10           | Mulhouse-Terville     | 3-1 | 25-20, 20-25, 26-24, 25-21       |
| 31-10           | Stade Français-Nantes | 3-1 | 25-21, 25-16, 22-25, 25-10       |
| 01-11           | Le Cannet-Venelles    | 1-3 | 16-25, 25-23, 15-25, 20-25       |
| 02-11           | Béziers-Vandœuvre     | 3-0 | 25-18, 25-16, 25-17              |

| Fjärde omgången |                         |     |                                   |
|                 |                         |     |                                   |
| 05-11           | Vandœuvre-Mulhouse      | 0-3 | 20-25, 23-25, 14-25               |
| 06-11           | Cannes-Chamalières      | 3-0 | 25-20, 25-19, 25-13               |
| 06-11           | Nantes-Saint-Raphaël    | 2-3 | 19-25, 25-19, 16-25, 25-17, 9-15  |
| 07-11           | Venelles-Stade Français | 2-3 | 22-25, 23-25, 25-21, 25-22, 10-15 |
| 07-11           | Béziers-Le Cannet       | 3-1 | 26-24, 25-13, 21-25, 25-19        |
| 08-11           | Terville-Istres         | 3-0 | 25-19, 25-20, 25-19               |

| Femte omgången |                         |     |                            |
|                |                         |     |                            |
| 13-11          | Saint-Raphaël-Vandœuvre | 3-1 | 18-25, 25-23, 25-23, 29-27 |
| 13-11          | Istres-Venelles         | 0-3 | 13-25, 19-25, 23-25        |
| 12-11          | Stade Français-Cannes   | 0-3 | 12-25, 21-25, 22-25        |
| 13-11          | Chamalières-Nantes      | 3-1 | 26-24, 25-23, 20-25, 25-21 |
| 13-11          | Terville-Le Cannet      | 3-0 | 26-24, 25-14, 28-26        |
| 19-11          | Mulhouse-Béziers        | 0-3 | 19-25, 19-25, 22-25        |

| Sjätte omgången |                          |     |                            |
|                 |                          |     |                            |
| 21-11           | Nantes-Cannes            | 3-0 | 26-24, 25-18, 25-16        |
| 21-11           | Vandœuvre-Stade Français | 0-3 | 24-26, 19-25, 23-25        |
| 21-11           | Venelles-Chamalières     | 3-0 | 25-12, 25-19, 25-16        |
| 22-11           | Béziers-Istres           | 3-0 | 25-15, 25-16, 25-19        |
| 23-11           | Terville-Saint-Raphaël   | 3-0 | 26-24, 25-18, 25-16        |
| 16-12           | Le Cannet-Mulhouse       | 1-3 | 21-25, 25-23, 18-25, 21-25 |

| Sjunde omgången |                          |     |                            |
|                 |                          |     |                            |
| 28-11           | Chamalières-Terville     | 0-3 | 15-25, 21-25, 21-25        |
| 28-11           | Saint-Raphaël-Béziers    | 3-1 | 25-18, 25-23, 20-25, 25-20 |
| 28-11           | Cannes-Venelles          | 3-1 | 25-21, 23-25, 25-16, 25-14 |
| 28-11           | Stade Français-Le Cannet | 3-0 | 32-30, 25-16, 30-28        |
| 29-11           | Istres-Mulhouse          | 0-3 | 21-25, 23-25, 21-25        |
| 30-11           | Nantes-Vandœuvre         | 3-0 | 25-23, 25-23, 25-15        |

| Åttonde omgången |                        |     |                                   |
|                  |                        |     |                                   |
| 04-12            | Venelles-Nantes        | 3-1 | 21-25, 25-23, 25-19, 25-16        |
| 04-12            | Le Cannet-Istres       | 3-0 | 25-23, 25-16, 25-21               |
| 04-12            | Terville-Cannes        | 1-3 | 21-25, 34-32, 27-29, 22-25        |
| 05-12            | Vandœuvre-Chamalières  | 3-2 | 25-22, 21-25, 25-15, 23-25, 15-13 |
| 05-12            | Béziers-Stade Français | 3-1 | 25-20, 25-22, 23-25, 25-22        |
| 07-12            | Mulhouse-Saint-Raphaël | 3-1 | 23-25, 25-22, 26-24, 25-16        |

| Nionde omgången |                         |     |                            |
|                 |                         |     |                            |
| 11-12           | Saint-Raphaël-Istres    | 3-1 | 25-16, 13-25, 25-19, 25-22 |
| 12-12           | Stade Français-Mulhouse | 3-0 | 25-20, 25-16, 25-21        |
| 12-12           | Chamalières-Béziers     | 0-3 | 13-25, 15-25, 16-25        |
| 12-12           | Nantes-Terville         | 3-0 | 25-20, 25-18, 25-17        |
| 12-12           | Cannes-Le Cannet        | 3-1 | 25-20, 21-25, 25-22, 25-22 |
| 12-12           | Venelles-Vandœuvre      | 3-0 | 25-17, 25-22, 25-22        |

| Tionde omgången |                         |     |                                   |
|                 |                         |     |                                   |
| 19-12           | Vandœuvre-Cannes        | 1-3 | 22-25, 14-25, 25-23, 16-25        |
| 19-12           | Istres-Stade Français   | 1-3 | 20-25, 14-25, 25-23, 22-25        |
| 19-12           | Le Cannet-Saint-Raphaël | 3-2 | 23-25, 18-25, 25-15, 25-20, 16-14 |
| 19-12           | Mulhouse-Chamalières    | 3-0 | 25-20, 25-13, 25-18               |
| 19-12           | Béziers-Nantes          | 3-0 | 25-20, 25-19, 25-12               |
| 20-12           | Terville-Venelles       | 3-0 | 25-13, 25-22, 25-22               |

| Elfte omgången |                              |     |                                   |
|                |                              |     |                                   |
| 15-01          | Venelles-Béziers             | 1-3 | 25-23, 18-25, 19-25, 24-26        |
| 15-01          | Cannes-Mulhouse              | 3-0 | 25-16, 25-23, 25-21               |
| 16-01          | Chamalières-Le Cannet        | 1-3 | 26-24, 20-25, 14-25, 19-25        |
| 16-01          | Saint-Raphaël-Stade Français | 1-3 | 18-25, 25-22, 14-25, 25-27        |
| 16-01          | Terville-Vandœuvre           | 3-2 | 20-25, 25-21, 22-25, 25-14, 15-13 |
| 17-01          | Nantes-Istres                | 3-2 | 21-25, 25-16, 17-25, 25-17, 15-12 |

| Tolfte omgången |                           |     |                                   |
|                 |                           |     |                                   |
| 22-01           | Mulhouse-Venelles         | 3-0 | 25-21, 25-15, 25-21               |
| 23-01           | Istres-Vandœuvre          | 3-1 | 21-25, 25-16, 25-14, 25-20        |
| 23-01           | Le Cannet-Nantes          | 3-0 | 25-23, 25-20, 25-17               |
| 23-01           | Béziers-Cannes            | 2-3 | 25-21, 23-25, 22-25, 25-20, 10-15 |
| 23-01           | Stade Français-Terville   | 3-0 | 25-16, 25-16, 25-17               |
| 25-01           | Saint-Raphaël-Chamalières | 2-3 | 25-16, 25-21, 23-25, 26-28, 12-15 |

| Trettonde omgången |                       |     |                                   |
|                    |                       |     |                                   |
| 29-01              | Chamalières-Istres    | 2-3 | 25-14, 21-25, 25-18, 22-25, 12-15 |
| 29-01              | Terville-Mulhouse     | 0-3 | 21-25, 14-25, 29-31               |
| 30-01              | Vandœuvre-Béziers     | 1-3 | 21-25, 21-25, 25-22, 14-25        |
| 30-01              | Cannes-Saint-Raphaël  | 2-3 | 25-22, 24-26, 25-23, 20-25, 13-15 |
| 30-01              | Venelles-Le Cannet    | 3-1 | 25-22, 23-25, 25-19, 25-16        |
| 30-01              | Nantes-Stade Français | 2-3 | 21-25, 25-20, 25-23, 23-25, 7-15  |

| Fjortonde omgången |                         |     |                                  |
|                    |                         |     |                                  |
| 06-02              | Saint-Raphaël-Nantes    | 1-3 | 24-26, 22-25, 25-17, 22-25       |
| 06-02              | Le Cannet-Béziers       | 1-3 | 23-25, 25-20, 25-27, 21-25       |
| 06-02              | Stade Français-Venelles | 1-3 | 23-25, 25-23, 21-25, 23-25       |
| 07-02              | Mulhouse-Vandœuvre      | 3-0 | 25-22, 25-20, 25-18              |
| 08-02              | Istres-Terville         | 1-3 | 20-25, 28-26, 20-25, 17-25       |
| 01-03              | Chamalières-Cannes      | 2-3 | 22-25, 25-17, 25-22, 22-25, 5-15 |

| Femtonde omgången |                         |     |                                   |
|                   |                         |     |                                   |
| 13-02             | Béziers-Mulhouse        | 2-3 | 20-25, 25-22, 15-25, 25-23, 9-15  |
| 13-02             | Le Cannet-Terville      | 3-2 | 19-25, 19-25, 25-17, 25-20, 15-12 |
| 14-02             | Vandœuvre-Saint-Raphaël | 3-0 | 25-16, 27-25, 25-21               |
| 14-02             | Cannes-Stade Français   | 3-0 | 25-18, 25-22, 26-24               |
| 15-02             | Venelles-Istres         | 3-0 | 26-24, 25-17, 25-18               |
| 22-03             | Nantes-Chamalières      | 3-0 | 25-10, 25-12, 25-21               |

| Sextonde omgången |                          |     |                            |
|                   |                          |     |                            |
| 19-02             | Saint-Raphaël-Terville   | 3-1 | 25-16, 25-23, 22-25, 25-22 |
| 20-02             | Istres-Béziers           | 1-3 | 25-20, 14-25, 22-25, 20-25 |
| 20-02             | Mulhouse-Le Cannet       | 1-3 | 21-25, 25-23, 20-25, 25-27 |
| 20-02             | Cannes-Nantes            | 3-1 | 25-20, 22-25, 25-14, 25-14 |
| 20-02             | Stade Français-Vandœuvre | 3-1 | 20-25, 25-12, 25-14, 25-16 |
| 23-02             | Chamalières-Venelles     | 0-3 | 9-25, 17-25, 17-25         |

| Sjuttonde omgången |                          |     |                                   |
|                    |                          |     |                                   |
| 26-02              | Terville-Chamalières     | 3-0 | 25-17, 25-17, 25-21               |
| 26-02              | Béziers-Saint-Raphaël    | 2-3 | 25-21, 24-26, 25-13, 23-25, 11-15 |
| 27-02              | Mulhouse-Istres          | 3-0 | 25-15, 25-9, 25-15                |
| 27-02              | Venelles-Cannes          | 0-3 | 18-25, 16-25, 19-25               |
| 28-02              | Vandœuvre-Nantes         | 0-3 | 15-25, 21-25, 22-25               |
| 29-02              | Le Cannet-Stade Français | 3-2 | 25-19, 29-27, 14-25, 22-25, 15-11 |

| Artonde omgången |                        |     |                            |
|                  |                        |     |                            |
| 04-03            | Nantes-Venelles        | 3-1 | 28-26, 25-18, 21-25, 25-18 |
| 05-03            | Istres-Le Cannet       | 1-3 | 25-22, 20-25, 13-25, 19-25 |
| 05-03            | Saint-Raphaël-Mulhouse | 3-1 | 22-25, 25-20, 25-23, 26-24 |
| 05-03            | Chamalières-Vandœuvre  | 3-0 | 25-19, 25-16, 25-14        |
| 05-03            | Cannes-Terville        | 3-0 | 25-18, 25-15, 26-24        |
| 05-03            | Stade Français-Béziers | 3-1 | 25-23, 25-16, 16-25, 25-18 |

| Nittonde omgången |                         |     |                                   |
|                   |                         |     |                                   |
| 11-03             | Béziers-Chamalières     | 3-0 | 25-23, 25-20, 25-23               |
| 12-03             | Le Cannet-Cannes        | 3-2 | 25-23, 29-27, 17-25, 20-25, 15-13 |
| 12-03             | Mulhouse-Stade Français | 0-3 | 22-25, 27-29, 20-25               |
| 12-03             | Terville-Nantes         | 3-2 | 25-13, 25-22, 23-25, 13-25, 15-11 |
| 13-03             | Istres-Saint-Raphaël    | 1-3 | 17-25, 25-22, 20-25, 17-25        |
| 14-03             | Vandœuvre-Venelles      | 3-1 | 25-23, 22-25, 25-20, 25-21        |

| Tjugonde omgången |                         |     |                            |
|                   |                         |     |                            |
| 18-03             | Chamalières-Mulhouse    | 1-3 | 17-25, 25-19, 10-25, 15-25 |
| 18-03             | Cannes-Vandœuvre        | 3-0 | 25-22, 25-23, 25-18        |
| 19-03             | Venelles-Terville       | 3-0 | 25-15, 25-15, 25-21        |
| 19-03             | Nantes-Béziers          | 1-3 | 15-25, 17-25, 25-20, 15-25 |
| 20-03             | Stade Français-Istres   | 3-0 | 25-14, 25-16, 25-18        |
| 20-03             | Saint-Raphaël-Le Cannet | 1-3 | 17-25, 25-15, 21-25, 23-25 |

| Tjugoförsta omgången |                              |     |                                   |
|                      |                              |     |                                   |
| 29-03                | Vandœuvre-Terville           | 3-2 | 17-25, 25-18, 25-18, 17-25, 15-10 |
| 29-03                | Béziers-Venelles             | 3-1 | 25-15, 23-25, 25-19, 25-20        |
| 29-03                | Le Cannet-Chamalières        | 3-1 | 25-20, 25-18, 21-25, 25-20        |
| 29-03                | Stade Français-Saint-Raphaël | 3-0 | 25-18, 25-21, 26-24               |
| 29-03                | Mulhouse-Cannes              | 1-3 | 21-25, 21-25, 25-21, 23-25        |
| 30-03                | Istres-Nantes                | 3-2 | 19-25, 18-25, 25-22, 25-14, 15-11 |

| Tjugoandra omgången |                            |     |                                  |
|                     |                            |     |                                  |
| 02-04               | Chamalières-Stade Français | 2-3 | 23-25, 25-23, 25-20, 25-27, 6-15 |
| 02-04               | Le Cannet-Vandœuvre        | 3-0 | 25-22, 25-19, 25-22              |
| 02-04               | Nantes-Mulhouse            | 0-3 | 20-25, 17-25, 17-25              |
| 02-04               | Cannes-Istres              | 3-0 | 25-9, 25-18, 25-16               |
| 02-04               | Terville-Béziers           | 1-3 | 28-30, 25-21, 23-25, 14-25       |
| 02-04               | Venelles-Saint-Raphaël     | 3-0 | 25-16, 25-19, 25-14              |

#### Sluttabell
| Pos... | Lag                                   | Pt | M  | V  | F  | SV | SF | Kvot  | PV    | PV    | Kvot  |
| ------ | ------------------------------------- | -- | -- | -- | -- | -- | -- | ----- | ----- | ----- | ----- |
| 1.     | RC Cannes                             | 54 | 22 | 18 | 4  | 60 | 25 | 2.400 | 1 996 | 1 741 | 1.146 |
| 2.     | Béziers Volley                        | 52 | 22 | 16 | 6  | 58 | 28 | 2.071 | 1 999 | 1 776 | 1.125 |
| 3.     | Saint-Cloud Paris Stade Français      | 49 | 22 | 17 | 5  | 55 | 26 | 2.115 | 1 906 | 1 688 | 1.129 |
| 4.     | ASPTT Mulhouse                        | 44 | 22 | 15 | 7  | 48 | 27 | 1.777 | 1 772 | 1 575 | 1.125 |
| 5.     | Pays d'Aix Venelles VB                | 36 | 22 | 12 | 10 | 43 | 36 | 1.194 | 1 764 | 1 688 | 1.045 |
| 6.     | Entente Sportive Le Cannet-Rocheville | 32 | 22 | 12 | 10 | 44 | 43 | 1.023 | 1 937 | 1 958 | 0.989 |
| 7.     | AS Saint-Raphaël Var Volley-Ball      | 30 | 22 | 10 | 12 | 42 | 50 | 0.840 | 1 973 | 2 042 | 0.966 |
| 8.     | VB Nantes                             | 30 | 22 | 9  | 13 | 40 | 44 | 0.909 | 1 772 | 1 827 | 0.969 |
| 9.     | Terville FOC                          | 27 | 22 | 9  | 13 | 36 | 44 | 0.818 | 1 759 | 1 786 | 0.984 |
| 10.    | Vandœuvre Nancy VB                    | 17 | 22 | 6  | 16 | 25 | 54 | 0.463 | 1 636 | 1 824 | 0.896 |
| 11.    | VBC Chamalières                       | 16 | 22 | 5  | 17 | 26 | 58 | 0.448 | 1 621 | 1 911 | 0.848 |
| 12.    | Istres Ouest Provence VB              | 9  | 22 | 3  | 19 | 20 | 62 | 0.322 | 1 584 | 1 903 | 0.832 |

| Kvalificerade för slutspel | Nedflyttade till Élite |

### Slutspel

#### Spelschema
|  | Kvartsfinaler | Kvartsfinaler                         | Kvartsfinaler | Kvartsfinaler                    | Kvartsfinaler |   |                                  | Semifinaler | Semifinaler | Semifinaler | Semifinaler | Semifinaler |  |  | Final | Final | Final |  |
|  |               |                                       |               |                                  |               |   |                                  |             |             |             |             |             |  |  |       |       |       |  |
|  | 1             | RC Cannes                             | 3             | 3                                |               |   |                                  |             |             |             |             |             |  |  |       |       |       |  |
|  | 1             | RC Cannes                             | 3             | 3                                |               |   |                                  |             |             |             |             |             |  |  |       |       |       |  |
|  | 8             | VB Nantes                             | 2             | 2                                |               |   |                                  |             |             |             |             |             |  |  |       |       |       |  |
|  | 8             | VB Nantes                             | 2             | 2                                |               | 1 | RC Cannes                        | 3           | 3           |             |             |             |  |  |       |       |       |  |
|  |               |                                       |               |                                  |               | 1 | RC Cannes                        | 3           | 3           |             |             |             |  |  |       |       |       |  |
|  |               |                                       | 5             | Pays d'Aix Venelles VB           | 1             | 1 |                                  |             |             |             |             |             |  |  |       |       |       |  |
|  | 4             | ASPTT Mulhouse                        | 5             | Pays d'Aix Venelles VB           | 1             | 1 | 2                                | 0           |             |             |             |             |  |  |       |       |       |  |
|  | 4             | ASPTT Mulhouse                        |               |                                  |               |   |                                  |             |             |             |             |             |  |  |       |       |       |  |
|  | 5             | Pays d'Aix Venelles VB                | 3             | 3                                |               |   |                                  |             |             |             |             |             |  |  |       |       |       |  |
|  | 5             | Pays d'Aix Venelles VB                | 3             | 3                                |               | 1 | RC Cannes                        | 2           |             |             |             |             |  |  |       |       |       |  |
|  |               |                                       |               |                                  |               |   |                                  |             |             |             |             |             |  |  |       |       |       |  |
|  |               |                                       | 7             | AS Saint-Raphaël Var Volley-Ball | 3             |   |                                  |             |             |             |             |             |  |  |       |       |       |  |
|  | 2             | Béziers Volley                        | 7             | AS Saint-Raphaël Var Volley-Ball | 3             | 1 | 1                                |             |             |             |             |             |  |  |       |       |       |  |
|  | 2             | Béziers Volley                        |               |                                  |               |   |                                  |             |             |             |             |             |  |  |       |       |       |  |
|  | 7             | AS Saint-Raphaël Var Volley-Ball      | 3             | 3                                |               |   |                                  |             |             |             |             |             |  |  |       |       |       |  |
|  | 7             | AS Saint-Raphaël Var Volley-Ball      | 3             | 3                                |               | 7 | AS Saint-Raphaël Var Volley-Ball | 2           | 3           | 3           |             |             |  |  |       |       |       |  |
|  |               |                                       |               |                                  |               | 7 | AS Saint-Raphaël Var Volley-Ball | 2           | 3           | 3           |             |             |  |  |       |       |       |  |
|  |               |                                       | 3             | Saint-Cloud Paris Stade Français | 3             | 1 | 1                                |             |             |             |             |             |  |  |       |       |       |  |
|  | 3             | Saint-Cloud Paris Stade Français      | 3             | Saint-Cloud Paris Stade Français | 3             | 1 | 1                                | 3           | 1           | 3           |             |             |  |  |       |       |       |  |
|  | 3             | Saint-Cloud Paris Stade Français      |               |                                  |               |   |                                  |             |             | 3           |             |             |  |  |       |       |       |  |
|  | 6             | Entente Sportive Le Cannet-Rocheville | 0             | 3                                | 0             |   |                                  |             |             |             |             |             |  |  |       |       |       |  |

#### Resultat
| Kvartsfinaler |                          |     |                                   |
|               |                          |     |                                   |
| 08-04         | Cannes-Nantes            | 3-2 | 25-23, 25-13, 28-30, 23-25, 15-9  |
| 09-04         | Mulhouse-Venelles        | 2-3 | 23-25, 25-18, 18-25, 25-20, 13-15 |
| 09-04         | Stade Français-Le Cannet | 3-0 | 25-17, 25-20, 25-10               |
| 09-04         | Béziers-Saint-Raphaël    | 1-3 | 25-23, 14-25, 13-25, 17-25        |

| 13-04 | Nantes-Cannes            | 2-3 | 25-21, 15-25, 13-25, 25-22, 9-15 |
| 13-04 | Venelles-Mulhouse        | 3-0 | 26-24, 25-20, 25-20              |
| 13-04 | Le Cannet-Stade Français | 3-1 | 23-25, 25-18, 25-22, 25-22       |
| 12-04 | Saint-Raphaël-Béziers    | 3-1 | 27-29, 25-23, 25-23, 25-17       |

| 16-04 | Stade Français-Le Cannet | 3-0 | 25-19, 26-24, 25-19 |

| Semifinaler |                              |     |                                   |
|             |                              |     |                                   |
| 24-04       | Cannes-Venelles              | 3-1 | 25-19, 25-21, 26-28, 26-24        |
| 23-04       | Stade Français-Saint-Raphaël | 3-2 | 19-25, 26-24, 21-25, 25-14, 15-10 |

| 28-04 | Venelles-Cannes              | 1-3 | 24-26, 25-22, 21-25, 20-25 |
| 26-04 | Saint-Raphaël-Stade Français | 3-1 | 23-25, 25-15, 25-16, 25-19 |

| 30-04 | Stade Français-Saint-Raphaël | 1-3 | 25-16, 22-25, 22-25, 20-25 |

| Final |                      |     |                                  |
|       |                      |     |                                  |
| 07-05 | Saint-Raphaël-Cannes | 3-2 | 27-25, 26-24, 23-25, 21-25, 15-9 |

## Resultat för deltagande i andra turneringar
| Lag                              | Turnering                    |
| -------------------------------- | ---------------------------- |
| AS Saint-Raphaël Var Volley-Ball | CEV Champions League 2016-17 |
| RC Cannes                        | Champions League 2016-17     |
| Béziers Volley                   | CEV Cup 2016-17              |
| Saint-Cloud Paris Stade Français | CEV Cup 2016-17              |
| ASPTT Mulhouse                   | CEV Challenge Cup 2016-17    |
| VBC Chamalières                  | Élite 2016-17                |
| Istres Ouest Provence VB         | Élite 2016-17                |

## Individuella utmärkelser
| Utmärkelse              | Namn              | Lag                                   |
| ----------------------- | ----------------- | ------------------------------------- |
| Mest värdefulla spelare | Hélène Schleck    | Béziers Volley                        |
| Bästa passare           | Athīna Papafōtiou | ASPTT Mulhouse                        |
| Bästa högerspiker       | Hélène Schleck    | Béziers Volley                        |
| Bästa vänsterspiker     | Nadija Kodola     | RC Cannes                             |
| Bästa center            | Rachel Sánchez    | RC Cannes                             |
| Bästa libero            | Sayaka Tsutsui    | Entente Sportive Le Cannet-Rocheville |
| Bästa tränare           | Stijn Morand      | Saint-Cloud Paris Stade Français      |

## Statistik
| Vunna poäng | Vunna poäng         | Vunna poäng | Vunna poäng                      |
| Pos.        | Namn                | Poäng       | Lag                              |
| ----------- | ------------------- | ----------- | -------------------------------- |
| 1           | Nadija Kodola       | 465         | RC Cannes                        |
| 2           | Liesbet Vindevoghel | 456         | AS Saint-Raphaël Var Volley-Ball |
| 3           | Anna Kajalina       | 434         | AS Saint-Raphaël Var Volley-Ball |
| 4           | Alexandra Dascalu   | 404         | Saint-Cloud Paris Stade Français |
| 5           | Nina Coolman        | 399         | Saint-Cloud Paris Stade Français |
| 6           | Soňa Mikysková      | 398         | Pays d'Aix Venelles VB           |
| 7           | Hélène Schleck      | 367         | Béziers Volley                   |
| 8           | Polina Bratuhhina   | 343         | Terville FOC                     |
| 9           | Christelle Nana     | 340         | VBC Chamalières                  |
| 10          | Bojana Marković     | 337         | ASPTT Mulhouse                   |

| Vunna attacker | Vunna attacker      | Vunna attacker | Vunna attacker                   |
| Pos.           | Namn                | Poäng          | Lag                              |
| -------------- | ------------------- | -------------- | -------------------------------- |
| 1              | Nadija Kodola       | 426            | RC Cannes                        |
| 2              | Liesbet Vindevoghel | 389            | AS Saint-Raphaël Var Volley-Ball |
| 3              | Soňa Mikysková      | 351            | Pays d'Aix Venelles VB           |
| 4              | Anna Kajalina       | 349            | AS Saint-Raphaël Var Volley-Ball |
| 5              | Alexandra Dascalu   | 336            | Saint-Cloud Paris Stade Français |
| 6              | Hélène Schleck      | 312            | Béziers Volley                   |
| 7              | Nina Coolman        | 306            | Saint-Cloud Paris Stade Français |
| 8              | Polina Bratuhhina   | 295            | Terville FOC                     |
| 9              | Christelle Nana     | 292            | VBC Chamalières                  |
| 10             | Clémentine Druenne  | 278            | VB Nantes                        |

| Vunna block | Vunna block          | Vunna block | Vunna block                           |
| Pos.        | Namn                 | Poäng       | Lag                                   |
| ----------- | -------------------- | ----------- | ------------------------------------- |
| 1           | Michaela Abrhámová   | 99          | AS Saint-Raphaël Var Volley-Ball      |
| 2           | Myriam Kloster       | 85          | RC Cannes                             |
| 2           | Sara Menghi          | 85          | AS Saint-Raphaël Var Volley-Ball      |
| 4           | Tamara Matos         | 77          | Pays d'Aix Venelles VB                |
| 5           | Grace Carter         | 72          | Saint-Cloud Paris Stade Français      |
| 6           | Lena Möllers         | 69          | Béziers Volley                        |
| 7           | Jineiry Martínez     | 68          | Entente Sportive Le Cannet-Rocheville |
| 8           | Maud Catry           | 65          | Saint-Cloud Paris Stade Français      |
| 9           | Nora Bogdanova       | 63          | Terville FOC                          |
| 9           | Isaline Sager-Weider | 63          | Vandœuvre Nancy VB                    |

| Serveess | Serveess           | Serveess | Serveess                         |
| Pos.     | Namn               | Poäng    | Lag                              |
| -------- | ------------------ | -------- | -------------------------------- |
| 1        | Nina Coolman       | 56       | Saint-Cloud Paris Stade Français |
| 2        | Michaela Abrhámová | 44       | AS Saint-Raphaël Var Volley-Ball |
| 3        | Tamara Matos       | 35       | Pays d'Aix Venelles VB           |
| 3        | Anna Kajalina      | 35       | AS Saint-Raphaël Var Volley-Ball |
| 5        | Lena Möllers       | 34       | Béziers Volley                   |
| 6        | Rachel Sánchez     | 33       | RC Cannes                        |
| 6        | Lydia Oulmou       | 33       | Pays d'Aix Venelles VB           |
| 6        | Tanja Grbić        | 33       | AS Saint-Raphaël Var Volley-Ball |
| 9        | Bojana Marković    | 32       | ASPTT Mulhouse                   |
| 10       | Alexandra Dascalu  | 31       | Saint-Cloud Paris Stade Français |